# 格拉内博物馆

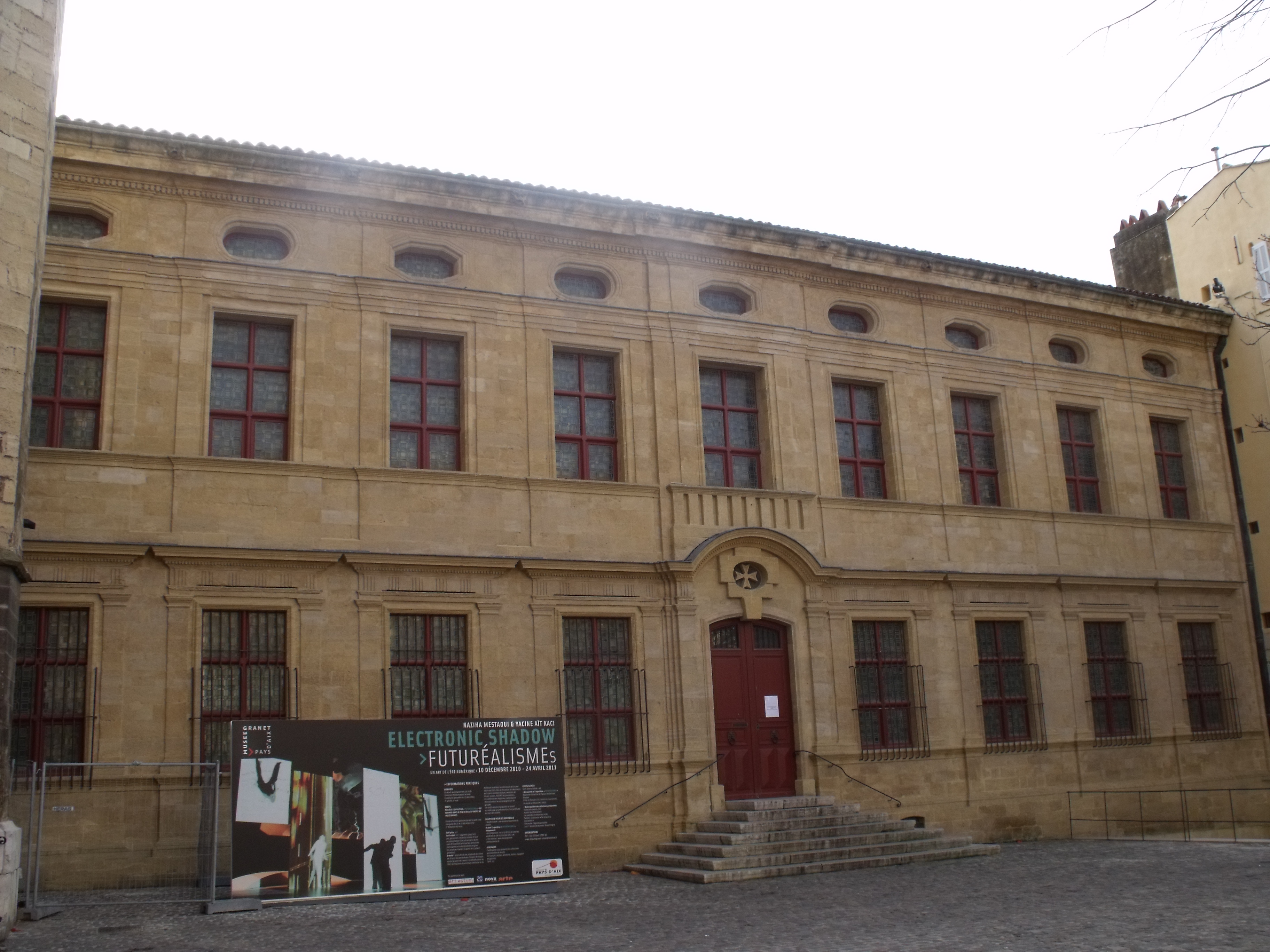
立面

格拉内博物馆（Musée Granet）是一座绘画、雕塑和考古学博物馆，位于法国罗讷河口省普罗旺斯地区艾克斯的马扎然区。2011年，博物馆接待了177,598名参观者。

## 历史
博物馆毗邻马耳他的圣若望堂（Saint-Jean-de-Malte），于1838年首次开放，其建筑以前属于马耳他的圣若望隐修院，至今仍然与教堂共享一个共同的花园。

## 永久收藏
在2006年保罗·塞尚逝世一百周年国际展览之前，博物馆最近进行了重大的修复和重组。 由于缺乏空间，大型考古藏品，包括许多最近的发现，将在一个新的博物馆展示，仍处于规划阶段。博物馆收藏的重要作品包括让·奥古斯特·多米尼克·安格尔的《朱庇特与忒提斯》、伦勃朗的自画像，以及安东尼·范戴克、保罗·塞尚、阿尔伯托·贾科梅蒂和尼古拉·德·斯塔埃尔的作品。

## 普兰克收藏
2011年6月，让与苏珊·普兰克基金会（Fondation Jean et Suzanne Planque）收藏的第一部分在格拉内博物馆展出，包括180多件艺术品。瑞士画家、经销商和艺术收藏家、毕加索的朋友让·普兰克的遗产，已捐赠给这座城市，最初为期15年。藏品包含300多件艺术品，包括埃德加·德加、皮埃尔-奥古斯特·雷诺阿、保罗·高更、克劳德·莫奈、塞尚、文森特·梵高、毕加索、皮尔·波纳尔、保罗·克利、费尔南·莱热、贾科梅蒂和杜布菲的绘画。全部藏品将存放在位于附近的白衣忏悔者小堂（Chapelle des Pénitents Blancs）专门建造的附楼中，预计于2013年开放。
- 让·奥古斯特·多米尼克·安格尔: 弗朗索瓦·马里乌斯·格拉内肖像
- 弗朗索瓦·马里乌斯·格拉内：收获南瓜
- 让·奥古斯特·多米尼克·安格尔: 朱庇特与忒提斯
- 保罗·塞尚: 妻子玛丽·霍滕斯·菲凯特像
- 艾克斯以北利古里亚人定居点的头部雕塑